# Маликяне
Маликянѐ e система за откупуване на данъци в Османската империя, въведена през 1695 година.
Тя е замислена като подобрение на дотогавашната система, при която данъците се откупуват година за година. При маликянето откупвачът (маликянеджия) получава правата за събирането на данъци пожизнено, което му дава по-голяма сигурност и го стимулира към по-умерена експлоатация и дори към инвестиции за подобряване на производителността в района му. Маликянеджията получава с берат правото да събира всички държавни данъци в съответния район, обикновено село или градски квартал, срещу което заплаща на държавата значителна авансова сума и съответни ежегодни вноски. Правото за откупуване са продава от властите на търг, при който печели предложилия най-голямо авансово плащане. В много случаи малкянеджиите правят авансовото плащане, заемайки пари от заемодател, който получава дял от последващите данъчни приходи.
От гледна точка на хазната маликянето е значително по-надежден източник на приходи, създавайки по-голяма конкуренция между откупвачите и принуждавайки ги често да конолидират дейността си в местни обединения. Маликянето не е въведено повсеместно, тъй като на много места среща съпротивата на откупвачите, чиито доходи засяга.
През XVIII век с повсеместното навлизане на чифликчийството ролята на маликянето намалява.